# 聖胡安德亞帕卡尼
聖胡安德亞帕卡尼是玻利維亞的城鎮，位於該國中部，由聖克魯斯省負責管轄，距離首府聖克魯斯57公里，海拔高度288米，每年平均降雨量約1,000毫米，2010年人口11,113。
17°17′30″S 63°50′48″W / 17.2917°S 63.8467°W